# ریشتلسهایم
ریشتلسهایم (به فرانسوی: Richtolsheim) یک کمون در فرانسه با جمعیت ۳۶۰ نفر است که در Canton of Marckolsheim واقع شده‌است.